# 关系 (数据库)
在关系模型中，关系是描述现实世界的实体及其之间各种联系的单一的数据结构。由关系的名称和一组具有共同属性的无序的多元组构成。关系可以看做是一个笛卡尔积的有限子集，笛卡尔积中的元组并不是全都有意义，只有有意义的那些才能成为关系。
例如给定两个域：X1 = {1，2，3}和X2 = {一，二，三}
这两个域的笛卡尔积是一个由9个二元组组成的集合：X1 × X2 = {（1，一），（1，二），（1，三），（2，一），（2，二），（2，三），（3，一），（3，二），（3，三）}
也可以列一张二维表
| X1 和 X2的笛卡尔积 |          |
| 阿拉伯数字         | 汉字数字 |
| 1                  | 一       |
| 1                  | 二       |
| 1                  | 三       |
| 2                  | 一       |
| 2                  | 二       |
| 2                  | 三       |
| 3                  | 一       |
| 3                  | 二       |
| 3                  | 三       |
如果定义一个阿拉伯数字与其对应的汉字数字在一起才有意义，那么上面9个二元组中只有3个是有意义的，将这种关系取名为“数字”，则可得：
| 数字关系   |          |
| 阿拉伯数字 | 汉字数字 |
| 1          | 一       |
| 2          | 二       |
| 3          | 三       |
这种关系也可表示为：数字（阿拉伯数字，汉字数字）。这个关系中的候选码有两个：阿拉伯数字和汉字数字，都可以选做这个关系的主码。